# Jarosław Bednarski
Jarosław Bednarski (ur. 4 listopada 1975 w Toruniu) – polski żużlowiec.

## Kariera sportowa
Licencję żużlową zdobył w 1995 r. w barwach klubu Apator Toruń, który reprezentował do zakończenia kariery w 1997 roku. Dwukrotnie (1995, 1996) zdobył srebrne medale drużynowych mistrzostw Polski, był również wicemistrzem Polski par klubowych (Bydgoszcz 1997).
Mimo iż nie osiągnął spektakularnych sukcesów, na żużlowym owalu spędził trzy sezony. Po raz pierwszy w ligowym składzie pojawił się w 1995 roku, a w 1997 zjechał do parku maszyn i więcej nie pojawił się na torze.
Po zakończeniu kariery żużlowej uprawiał kolarstwo górskie.